# Иваки (род)
Иваки (японский: 岩城氏, Иваки-си) — японский самурайский клан, который утверждал о своём происхождение от Хитати-Хэйше, боковой линии клана Тайра. Однако эта связь непрочна и не подкреплена документальными свидетельствами, что позволяет предположить, что Иваки были потомками местной Куни-но мияцуко и приняли легенду о происхождении Тайра для большего престижа.

## История
В период Хэйан клан Иваки контролировал территорию на территории современного города Иваки, Фукусима, и имели тесные связи с Северным Фудзивара из Хираидзуми. Храм Сирамидзу Амидаду в Иваки был построен в 1160 году принцессой Токухимэ, дочерью Фудзивара-но Киехиры из клана Хираидзуми Фудзивара, как мемориальный храм в честь её мужа Иваки Норимити. Иваки сохраняли свои территории под властью Сегуната Камакура, но часто вступали в конфликты с кланом Ига. В период Муромати они иногда вступали в союз с более могущественным кланом Сатакэ или кланом Юки, или иногда выступали против. В период Сэнгоку ситуация становилась все более сложной, поскольку могущественные кланы Сома, Тамура, Датэ и Ашина на севере — все они когда-то были союзниками, а когда-то врагами. 15-й наследственный вождь Иваки Сигэтака под давлением Сомы Акитани отдал свою дочь Кубо-химэ в жены Харумунэ и признал сына от этого союза своим наследником. Фактически это поставило Иваки под гегемонию Датэ, и Иваки Цунэтака сопровождал Датэ Масамунэ в Одавару, чтобы присягнуть на верность Тоётоми Хидэёси в 1590 году. Иваки Цунэтака умер вскоре после этого, и поскольку его сын был еще младенцем, клан усыновил сына Сатакэ Есисигэ в качестве наследника. Во время битвы при Сэкигахаре (1600), хотя клан Иваки поддерживал Восточную армию Токугавы Иэясу, клан Сатакэ оставался нейтральным, и Иваки Садатака подчинился приказу своего старшего брата Сатакэ Есинобу не нападать на силы Уэсуги Кагэкацу во владениях Айдзу. В результате, с установлением сегуната Токугава, клан Иваки был наказан конфискацией своих наследственных 120 000 доменов коку.
Дои Тосикацу, Хонда Таданобу и около 300 других чиновников-самураев обратились к Токугава Иэясу с просьбой проявить милосердие к Иваки Садатаке, и ему было разрешено участвовать в Летней кампании 1614 года в Осаке, за что в следующем году он получил домен в 10 000 коку в провинции Синано. Его сын, Иваки Еситака (позже известный как Сатакэ Еситака) добавил еще 10 000 коку к этому владению Синано-Накамуры в 1620 году. Эти территории находились в уезде Юри, провинция Дэва, и он перенес туда свою резиденцию в 1624 году. Его потомки продолжали править как дайме домена Камэда на протяжении 13 поколений до Реставрации Мэйдзи.
Во время войны Босин 1868—1869 годов клан Иваки подписал пакт, который сформировал Северный союз. Несмотря на свои скудные военные ресурсы, домен сражался против сил проимперского домена Синдзё, пока не было достигнуто соглашение. Новое правительство Мэйдзи оштрафовало домен, сократив доходы до 18 000 коку. С отменой системы хань в июле 1871 года и поглощением княжества Камэда префектурой Акита последний дайме Камэды, Иваки Такакуни, переехал в Токио. В 1884 году ему и его потомкам был пожалован титул виконта (сишаку) в пэрстве кадзоку.